# Benoît Angbwa
Benoît Angbwa (Garoua, 1 januari 1982) is een Kameroens voormalig voetballer. Hij speelt meestal als rechtsachter.
In het begin van zijn loopbaan speelde hij in Frankrijk en in Uruguay. Sinds 2006 speelt Angbwa in Rusland.
In 2005 maakte de snelle back zijn debuut bij het Kameroens voetbalelftal en hij nam deel aan de African Cup of Nations 2006 en 2008.